# Davis, California
Davis este un oraș din comitatul Yolo, statul California,  Statele Unite ale Americii.  Orașul se găsește amplasat la altitudinea de 16 m deasupra n.m., ocupă o suprafață de 27,1 km², dintre care 27,0 km² este uscat și avea, conform unei estimări din 2007, 64.938 de locuitori.
Davis este cunoscut mai ales ca oraș universitar, aici aflându-se University of California, Davis (UC Davis).  Simbolul orașului este bicicleta, în regiune fiind nenumărate drumuri amenajate pentru cicliști. Locuitorii orașului sunt interesați în protejarea mediului ambiant, orașul fiind gazda manifestării "Whole Earth Day", cel mai vechi festival ecologic din California.